# Tapinopterus marani
Tapinopterus marani is een keversoort uit de familie van de loopkevers (Carabidae). De wetenschappelijke naam van de soort is voor het eerst geldig gepubliceerd in 1999 door V. & B.Gueorguiev.